# 안토니 데 라 토레
안토니 데 라 토레(Anthony De La Torre, 1993년 11월 24일 ~ )는 미국의 배우, 텔레비전 배우, 영화배우, 가수, 작곡가, 기타 연주자, 성우이다.
볼링그린 (오하이오주)에서 태어났다.

## 영화
- 로드 오브 카오스 (2018년)